# Ống kính Canon EF 28–135mm
Canon EF 28–135 f/3.5–5.6 IS USM là ống kính zoom chuẩn được sản xuất từ tháng 2-1998. Ống kính có hệ số zoom 4,82x, sử dụng ngàm EF hoạt động trên tất cả các máy ảnh cơ và kĩ thuật số dòng EOS có hỗ trợ ống này.
Ống này sử dụng công nghệ ổn định hình ảnh (IS) thế hệ 2, motor lấy nét USM dạng vòng với cơ cấu lấy nét tay toàn thời gian và phần ống trước không xoay, sẽ kéo dài ra khi zoom. Ống kính này có 6 lá khẩu và 1 thấu kính phi cầu (molded, không tròn). Khoảng lấy nét gần nhất là 50 cm.
Đây là ống kính tầm trung, khá đáng giá, có thể dùng là ống cho người mới bắt đầu hoặc là sự nâng cấp từ ống kit 18-55. Dải zoom lớn cùng với cơ cấu ổn định hình ảnh (Image Stabilization - IS) khiến ống này rất linh hoạt, có thể dùng chụp đường phố, phong cảnh. Do ống kính này có khẩu độ tối đa khá nhỏ, xuống tới 5.6 ở 135mm nên việc sử dụng trong nhà hoặc điều kiện thiếu sáng sẽ không tốt, khi đó cơ cấu IS sẽ là cần thiết.
Mặc dù trên thân ống và các văn bản khác có ghi "Macro", đây không phải ống kính macro, tỉ lệ phóng đại chỉ đạt 1/5,3.
Từ tháng 8-2007, 28–135 được sử dụng làm ống kính bộ cho 40D, 50D và EOS 7D.
Ống kính này sử dụng hood EW-78B II dạng cánh hoa tulip.
Tại Việt Nam (9-2016), ống này có giá 2,5-4 triệu tùy theo tình trạng.

## Thông số kỹ thuật
| Hình ảnh                    |                        |
| Đặc điểm chính              |                        |
| Tương thích với full-frame  | Có                     |
| Ổn định hình ảnh            | Có                     |
| Chống thời tiết             | Không                  |
| USM                         | Có, dạng vòng          |
| Dòng L                      | Không                  |
| Giảm nhiễu xạ quang học     | Không                  |
| Short-back focus            | Không                  |
| Dữ liệu kỹ thuật            |                        |
| Khẩu độ (lớn nhất-nhỏ nhất) | f/3.5–5.6 / f/22–36    |
| Cấu trúc                    | 12 nhóm / 16 thấu kính |
| Số lá khẩu                  | 6                      |
| Khoảng lấy nét gần nhất     | 0,5m                   |
| Độ phóng đại tối đa         | 0.2x (ở tiêu cự 85mm)  |
| Góc nhìn ngang              |                        |
| Góc nhìn dọc                |                        |
| Góc nhìn chéo               | 75°–18°                |
| Dữ liệu vật lý              |                        |
| Khối lượng                  | 540g                   |
| Đường kính lớn nhất         | 78mm                   |
| Chiều dài                   | 97mm                   |
| Đường kính filter           | 72mm                   |
| Phụ kiện                    |                        |
| Hood                        | EW-78B II              |
| Thông tin ra mắt            |                        |
| Ngày công bố                | 2-1998                 |
| Đang sản xuất               | Có                     |
| Giá khởi điểm US$           | $690 / 78,000 Yen      |

## Khác
Đối với những người sử dụng DSLR dùng cảm biến APS-C 1.6 (ví dụ EOS 600D) thì ống này thường được so sánh và cân nhắc với ống EF-S 17-85 do khi lắp trên cảm biến APS-C thì 17-85 sẽ cho trường nhìn giống như 28-135 lắp trên máy ảnh dùng cảm biến full-frame. Trong trường hợp người dùng sử dụng 28-135 cho máy dùng cảm biến APS-C 1.6 thì trường nhìn sẽ thay đổi, ở tiêu cự 28mm góc nhìn sẽ tương đương 45mm trên full-frame, tính năng góc rộng sẽ mất đi, bù lại góc nhìn ở 135mm sẽ tương đương 216mm.